# 竹内逸
竹内 逸（たけうち いつ、1891年1月1日 - 1980年3月12日）は、日本の小説家・評論家。

## 人物・来歴
日本画家の竹内栖鳳の子として京都に生まれる。早稲田大学中退。大正中期の国画創作協会の機関誌『制作』に関係し、中井宗太郎を助けて美術評論を執筆。ほか小説、随筆を書いた。

## 著書
- 『芸術時代 美術音楽』中央美術社、1925
- 『噴泉 短編集』新田書房、1925
- 『児童の愛育 例話百篇』明治図書、1926
- 『支那印象記』中央美術社 1927.4
- 『浴室風景』岡倉書房 1935
- 『栖鳳閑話』改造社 1936
- 『浮世散見』岡倉書房 1939
- 『涼風地帯』岡倉書房 1941

### 翻訳
- ニコラス・ロオリツヒ『美と慧智の生活』聚芳閣学術部、1926

## 参考
- 日本近代文学大事典